# Мост Ахтанак
Мост Ахтанак (арм. Հաղթանակի կամուրջ; Мост Победы) — автодорожный мост через реку Раздан в Ереване, Армения. Соединяет проспект Месропа Маштоца в центральном районе Кентрон с проспектом Адмирала Исакова в районе Малатия-Себастия и далее — аэропортом Звартноц и Вагаршапатом. Мост получил свое название в ознаменование победы СССР над нацистской Германией во Великой Отечественной войне.

## Расположение
Соединяет Разданскую набережную и проспект Адмирала Исакова на правом берегу с проспектом Месропа Маштоца на левом. С правобережной стороны моста располагается здание Ереванского коньячного завода, с левобережной — здание Ереванского винного комбината.

## История
Авторы проекта — инженер С. Овнанян, архитекторы А. Мамиджанян и А. Асатрян.
Строительство моста началось в 1941 году. В строительстве участвовали немецкие военнопленные. Открытие моста состоялось 25 ноября 1945 года. Это было крупнейшее инженерное сооружение военного времени в Армении.

## Конструкция
Мост семипролётный арочный железобетонный. Три центральных пролёта перекрывают русло реки. Надсводное строение центральных пролётов выполнено в виде системы поперечных стенок, завершенных сводиками. По ширине пролётное строение разбито на три самостоятельных элемента, объединенных общей проезжей частью. Облицовка из базальта, обработанного «под шубу» и чистую теску, усиливает впечатление монументальности. Длина моста составляет 200 м, ширина — 25 м, высота над уровнем реки — 34 м. 
Мост предназначен для движения автотранспорта и пешеходов. Проезжая часть включает в себя 8 полос для движения автотранспорта. Перильное ограждение чугунное художественного литья, завершается на устоях каменным парапетом (архитекторы С. Сафарян, Г. Агабабян, скульптор А. Сарксян). Над опорами установлены каменные колонны-столбы, увенчанные фонарями (скульптор А. Сарксян). 

## Галерея

Строительство моста
Поднятие центрального пролета моста Победы, 1944 год
Вид на мост и гору Арарат
Мост Победы и Ереванский коньячный завод, 1952 год
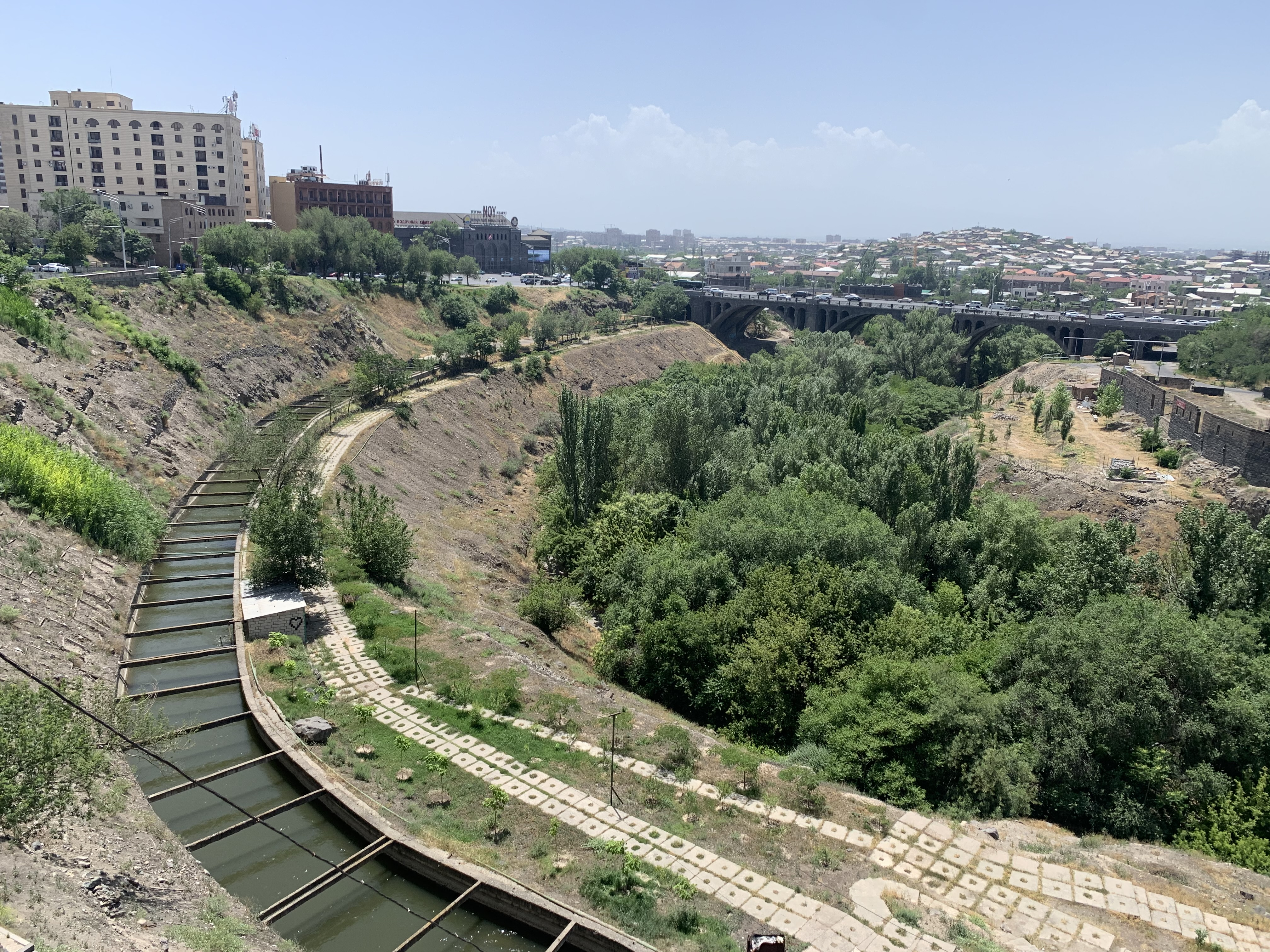
Вид на мост, ущелье реки Раздан и Аштаракский канал
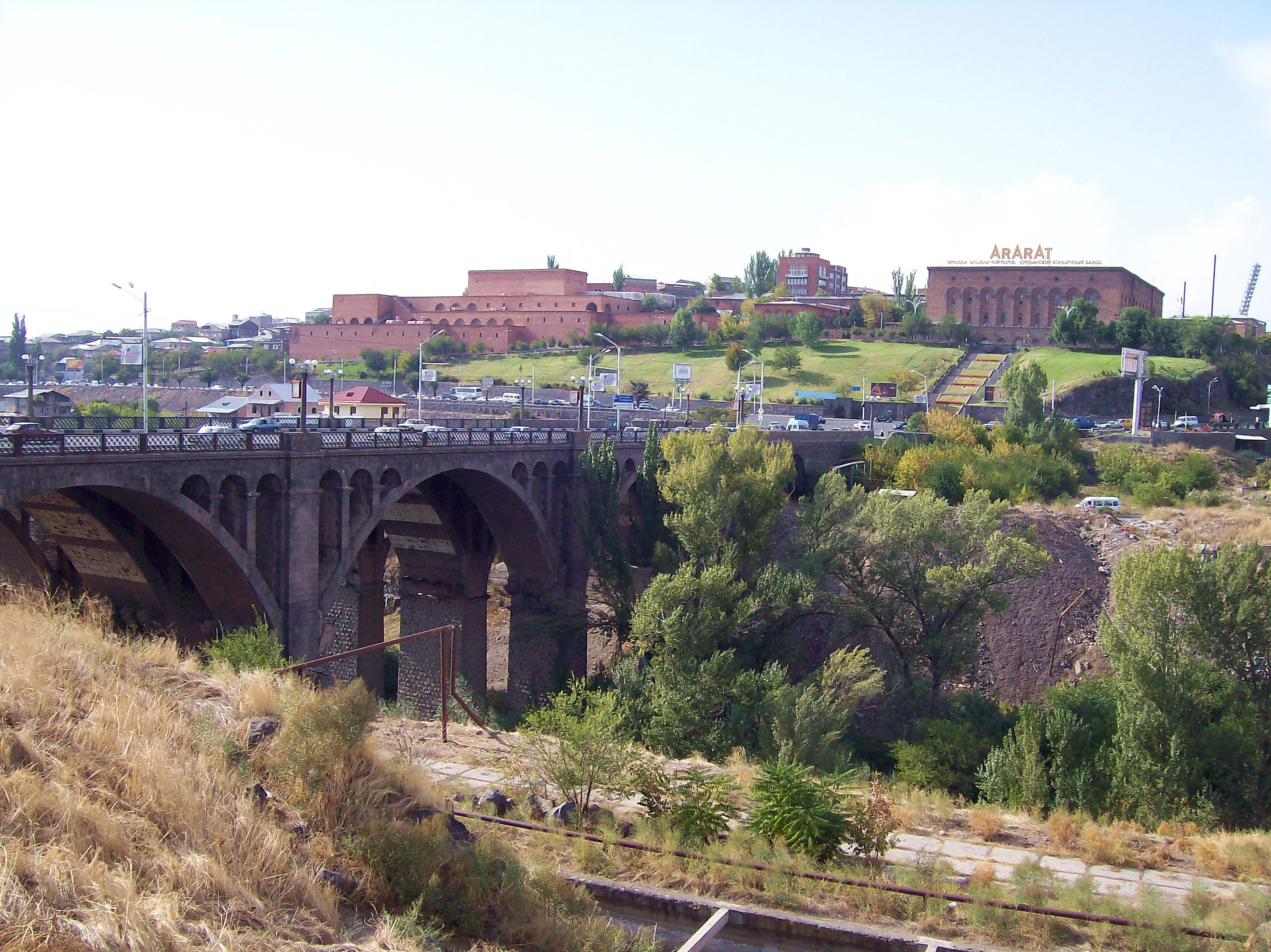
Вид на Ереванский коньячный завод